# Coppa CERS 2007-2008
La Coppa CERS 2007-2008 è stata la 28ª edizione dell'omonima competizione europea di hockey su pista riservata alle squadre di club. Il torneo ha avuto inizio il 20 ottobre 2007 e si è concluso il 20 aprile 2008 . 
Il titolo è stato conquistato dagli spagnoli del Tenerife per la prima volta nella loro storia sconfiggendo in finale gli italiani del Marzotto Valdagno. 
In quanto squadra vincitrice il Tenerife ha ottenuto anche il diritto di partecipare alla Coppa Continentale.

## Squadre partecipanti
| Nazione     | Club               | Città                    | Qualificazione |
| ----------- | ------------------ | ------------------------ | -------------- |
| Austria     | Dornbirn           | Dornbirn                 |                |
| Austria     | Wolfurt            | Wolfurt                  |                |
| Francia     | Coutras            | Coutras                  |                |
| Francia     | La Vendéenne       | La Roche-sur-Yon         |                |
| Francia     | Mérignac           | Mérignac                 |                |
| Francia     | Ploufragan         | Ploufragan               |                |
| Francia     | SCRA Saint-Omer    | Saint-Omer               |                |
| Germania    | Germania Herringen | Hamm                     |                |
| Germania    | Iserlohn           | Iserlohn                 |                |
| Germania    | Walsum             | Duisburg                 |                |
| Germania    | Weil               | Weil am Rhein            |                |
| Inghilterra | Bury               | Bury St Edmunds          |                |
| Italia      | Breganze           | Breganze                 |                |
| Italia      | CGC Viareggio      | Viareggio                |                |
| Italia      | Marzotto Valdagno  | Valdagno                 |                |
| Italia      | Novara             | Novara                   |                |
| Italia      | Trissino           | Trissino                 |                |
| Portogallo  | Portosantese       | Porto Santo              |                |
| Spagna      | Blanes             | Blanes                   |                |
| Spagna      | Lloret             | Lloret                   |                |
| Spagna      | Tenerife           | Santa Cruz de Tenerife   |                |
| Spagna      | Voltregà           | Sant Hipòlit de Voltregà |                |
| Svizzera    | Ginevra            | Ginevra                  |                |
| Svizzera    | Thunerstern        | Thun                     |                |
| Svizzera    | Uttigen            | Uttigen                  |                |

## Risultati

### Primo turno
Le gare di andata vennero disputate il 20 ottobre mentre le gare di ritorno furono disputate il 17 novembre 2007.
| Squadra 1          | Totale | Squadra 2     | Andata | Ritorno |
| ------------------ | ------ | ------------- | ------ | ------- |
| Coutras            | 16 - 4 | Wolfurt       | 8 - 2  | 8 - 2   |
| Weil               | 3 - 16 | Voltregà      | 1 - 10 | 2 - 6   |
| Dornbirn           | 1 - 10 | Uttigen       | 0 - 5  | 1 - 5   |
| Thunerstern        | 9 - 10 | Iserlohn      | 4 - 3  | 5 - 7   |
| Blanes             | 17 - 4 | Walsum        | 10 - 1 | 7 - 3   |
| Germania Herringen | 2 - 9  | Portosantese  | 1 - 1  | 1 - 8   |
| Bury               | 28 - 5 | CGC Viareggio | 1 - 13 | 4 - 15  |
| Breganze           | 3 - 4  | Ginevra       | 2 - 1  | 1 - 4   |
| Lloret             | 9 - 6  | Trissino      | 6 - 1  | 3 - 5   |

### Ottavi di finale
Le gare di andata vennero disputate il 15 dicembre 2007 mentre le gare di ritorno furono disputate il 19 gennaio 2008.
| Squadra 1         | Totale | Squadra 2       | Andata | Ritorno |
| ----------------- | ------ | --------------- | ------ | ------- |
| Coutras           | 8 - 10 | Ginevra         | 4 - 3  | 4 - 7   |
| Portosantese      | 19 - 2 | Iserlohn        | 13 - 0 | 6 - 2   |
| Ploufragan        | 3 - 14 | Blanes          | 2 - 8  | 1 - 6   |
| La Vendéenne      | 9 - 8  | Uttigen         | 5 - 6  | 4 - 2   |
| Mérignac          | 6 - 13 | Novara          | 2 - 7  | 4 - 6   |
| Tenerife          | 4 - 3  | Voltregà        | 2 - 0  | 2 - 3   |
| Marzotto Valdagno | 11 - 6 | SCRA Saint-Omer | 7 - 2  | 4 - 4   |
| Lloret            | 4 - 2  | CGC Viareggio   | 3 - 0  | 1 - 2   |

### Quarti di finale
Le gare di andata vennero disputate il 16 febbraio mentre le gare di ritorno furono disputate il 15 marzo 2008.
| Squadra 1    | Totale | Squadra 2         | Andata | Ritorno |
| ------------ | ------ | ----------------- | ------ | ------- |
| La Vendéenne | 0 - 6  | Tenerife          | 0 - 2  | 0 - 4   |
| Novara       | 4 - 8  | Blanes            | 1 - 2  | 3 - 6   |
| Portosantese | 5 - 7  | Marzotto Valdagno | 2 - 3  | 3 - 4   |
| Ginevra      | 4 - 10 | Lloret            | 1 - 7  | 3 - 3   |

### Final Four
Le Final Four della manifestazione si sono disputate presso la Salle Némée a Dinan dal 19 al 20 aprile 2008.

#### Tabellone
|  | Semifinali        | Semifinali        | Semifinali        |                   |          | Finale   | Finale | Finale |  |
|  |                   |                   |                   |                   |          |          |        |        |  |
|  | Tenerife          | Tenerife          | 5                 |                   |          |          |        |        |  |
|  | Tenerife          | Tenerife          | 5                 |                   |          |          |        |        |  |
|  | Blanes            | Blanes            | 3                 |                   |          |          |        |        |  |
|  | Blanes            | Blanes            | 3                 |                   | Tenerife | Tenerife | 4(2)   |        |  |
|  |                   |                   |                   |                   | Tenerife | Tenerife | 4(2)   |        |  |
|  |                   |                   | Marzotto Valdagno | Marzotto Valdagno | 4(1)     |          |        |        |  |
|  | Marzotto Valdagno | Marzotto Valdagno | Marzotto Valdagno | Marzotto Valdagno | 4(1)     | 6        |        |        |  |
|  | Marzotto Valdagno | Marzotto Valdagno |                   |                   |          |          |        |        |  |
|  | Lloret            | Lloret            | 2                 |                   |          |          |        |        |  |